# Margaret Garner
Margaret Garner (4 juni 1833 (of 1834) - 1858) was een slaafgemaakte vrouw. Zij wist met haar kinderen te ontsnappen over de bevroren Ohio-rivier. Toen ze werd aangehouden doodde ze haar dochter om ervoor te zorgen dat zij niet terug hoefde te keren naar het zuiden. Deze geschiedenis was de inspiratie voor Toni Morrisons roman Beloved (Beminde).

## Leven

### vroege leven in slavernij
Margaret Garner werd in 1833 of 1834 geboren in slavernij. Haar vader was vermoedelijk de slaveneigenaar van haar moeder en van haarzelf. Haar eigenaar verkocht haar aan zijn broer, Archibald Gaines. Volgens de volkstelling waarbij slaafgemaakten werden geteld in 1850 was Margaret Garner een 'huisslaaf' (een soort dienstbode) op de plantage 'Maplewood' van Archibald Gaines in Boone County, Kentucky. Garner had vier kinderen. Van twee kinderen is haar eigenaar Archibald Gaines de vermoedelijke vader.

### Ontsnapping
28 januari 1856 ontsnapte de zwangere Margaret met haar kinderen, haar man en zijn ouders via het netwerk van de Underground Railroad. The New York Times schreef in 1856 over Garner:
"De wrede behandeling door hun meester" was hoogstwaarschijnlijk de reden dat ze probeerden te ontsnappen
Zeventien andere slaafgemaakten ontsnapten ook van de plantage van Archibald Gaines. Margaret en haar kinderen staken te voet de bevroren rivier de Ohio over. De rivier de Ohio was niet iedere winter bevroren, maar in het decennium van 1850 tot 1860 was de rivier zeven keer volledig bevroren, wat zorgde voor een voorspelbare vluchtroute van de plantages naar het Noorden van de VS.
Op de eerste stop van hun tocht werden Margaret Garner en haar familie gezien en omsingelden Gaines en marshals van de politie van Cincinnati het huis waar ze overnachtten. Het gezin werd gearresteerd op grond van de Fugitive Slave Act van 1850, die de terugkeer van slaven naar hun eigenaren verplichtte, ongeacht of ze naar een vrije staat waren ontsnapt. Vastbesloten haar kinderen niet over te geven aan de verschrikkingen van de slavernij, doodde ze haar jongste dochter en probeerde hetzelfde te doen met haar andere kinderen. Ze zei over haar daad:
I knew it was better for them to go home to God than back to slavery.
(Ik wist dat het beter voor hen was om terug te keren naar God dan terug in slavernij.)

### Rechtszaak
Na een lang proces dat enkele weken duurde, oordeelde de rechter dat Margaret Garner en haar familie moesten worden teruggestuurd naar de plantage van Gaines en nog steeds slaafgemaakt waren. Margaret Garner werd niet veroordeeld tot de doodstraf omdat de rechter op basis van de Fugitive Slave Act oordeelde dat ze slechts handelswaar was, geen mens met verantwoordelijkheden. Hetzelfde gold voor haar nakomelingen. Margaret Garner werd daarom veroordeeld voor vernieling van eigendommen.
Deze gebeurtenissen leidden tot sensationele verslagen in de media die zorgden voor verhitte debatten in de hele Verenigde Staten over de betekenis van deze geschiedenis en wat er met Margaret Garner moest gebeuren. Twee weken na de gebeurtenissen verscheen er een interview met Margaret Garner, dat in verschillende kranten werd geherpubliceerd. Margarets geschiedenis werd gebruikt door tegenstanders van de slavernij (abolitionisme) in pamfletten en gedichten, door onder meer de zwarte Amerikaanse Frances Harper. Verschillende kranten schreven in het voordeel van degenen die Margaret Garner arresteerden, dan wel in het voordeel van de abolitionisten. De tegenstrijdige antwoorden in het debat over deze zaak legden binnen de VS de meningsverschillen bloot tussen voor- en tegenstanders van slavernij, net voor de Amerikaanse Burgeroorlog (1861 tot 1865).

### Overlijden
Gaines verkocht Margaret aan iemand uit het zuiden. Het gezin werd verscheept. Onderweg gebeurde er een ongeval aan boord. Eén van Margarets kinderen verdronk daarbij. Margaret overleefde de gebeurtenis en leefde nog twee jaar in slavernij. Ze overleed in 1858 aan tyfus.

## Nalatenschap

### Beloved
Toni Morrison baseerde haar boek Beloved op de geschiedenis van Margaret Garner. Het werd vertaald in het Nederlands door Nettie Vink en uitgebracht als Beminde in 1988 door uitgeverij Bert Bakker (ISBN 9789035105553). In dit boek gaf Morrison de dochter van Garner een stem. In een interview zei ze hierover:
For me, it was the ultimate gesture of the loving mother. It was also the outrageous claim of a slave. The last thing a slave woman owns is her children.
Voor haar eerdere boek The Black Book gebruikte Toni Morrison het kranteninterview met Margaret Garner. Dit interview was ook een inspiratiebron voor Beloved.
Het boek kreeg de Pulitzerprijs voor fictie en werd verfilmd in 1998, met Oprah Winfrey en Danny Glover. De film werd geproduceerd door Whoopi Goldberg. Morrison gebruikte het verhaal van Margaret Garner opnieuw voor de opera Margaret Garner. In mei 2006 bekroonde de New York Times het boek als de beste Amerikaanse roman van de laatste 25 jaar.

### Andere nalatenschap

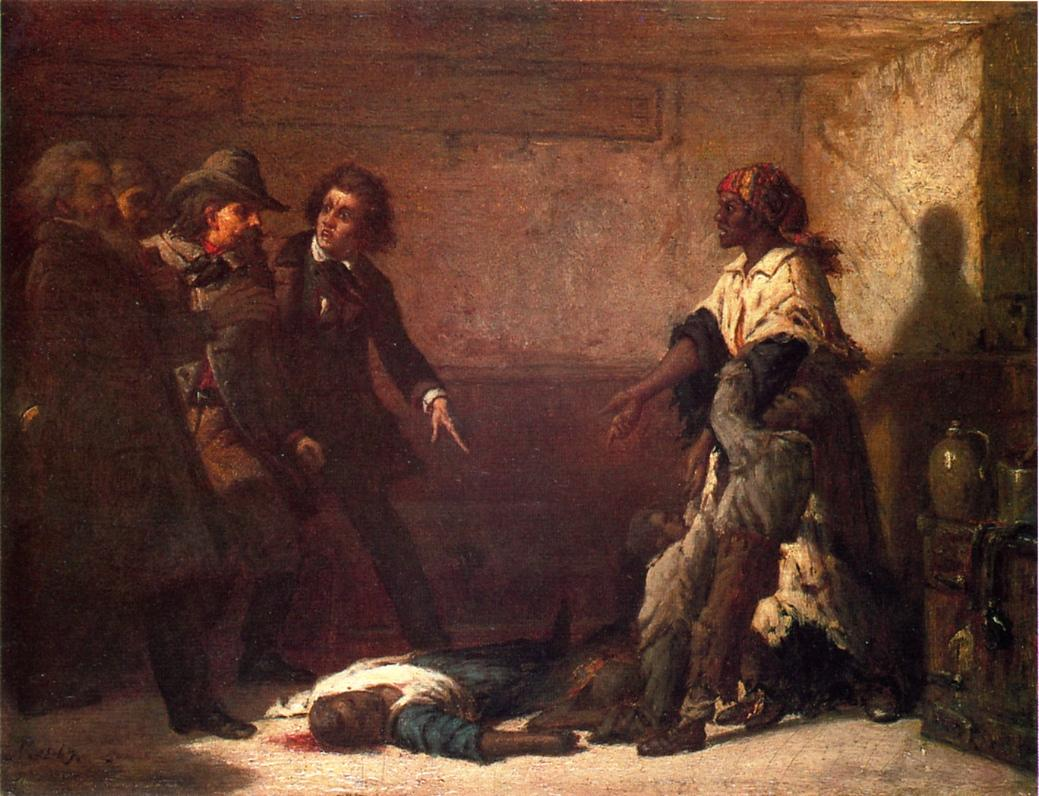
Margaret Garner/The Modern Medea

Het schilderij The Modern Medea (1867) van Thomas Satterwhite Noble toont het moment waarop Margaret Garner, met aan haar voeten haar dode dochter, wordt gearresteerd. Dit verwijst naar het verhaal van Medea uit de Griekse mythologie. Zij doodde haar eigen kinderen. 
De opera Margaret Garner (2005), gecomponeerd door Richard Danielpour is gebaseerd op de geschiedenis van Garner. Morisson schreef hiervoor het libretto.
De fantasyroman The Fifth Season (2015) van Nora K. Jemisin verwijst naar deze geschiedenis.